# Tout ce qui brille
Tout ce qui brille è un film del 2010 diretto da Géraldine Nakache e Hervé Mimran.
La pellicola racconta le speranze e le delusioni di due giovani ragazze (Bekhti e Nakache) che vivono nella periferia francese. Questo film non ha raccolto l'attenzione della critica, ma ha incontrato un buon successo di pubblico.